# Тарачков, Юрий Валентинович
Юрий Валентинович Тарачков (род. 1946) — советский токарь, Герой Социалистического Труда (1990).

## Биография
Юрий Валентинович Тарачков родился 13 сентября 1946 года в Москве. Трудовую деятельность начал учеником токаря на Московском машиностроительном заводе «Рассвет». В 1965—1968 годах проходил службу в Советской Армии. Демобилизовавшись, поступил на работу токарем на Тушинский машиностроительный завод Министерства авиационной промышленности СССР.
Являлся передовиком производства, выполнял нормы на 180 %, многократно побеждал в заводском социалистическом соревновании. Участвовал в создании многоразовой космической системы «Энергия-Буран» в годы, когда Тушинский машиностроительный завод был головным предприятием по изготовлению конструкции корабля. Только на этом заводе было разработано в внедрено свыше 160 различных материалов и технологических процессов.
Указом Президента СССР от 30 декабря 1990 года за «большие заслуги в создании и проведении испытаний многоразовой ракетно-космической системы „Энергия — Буран“» Юрий Валентинович Тарачков был удостоен высокого звания Героя Социалистического Труда с вручением ордена Ленина и медали «Серп и Молот».
Продолжал работать на заводе и после распада СССР. В настоящее время продолжает проживать в Москве.
Был также награждён орденом Трудовой Славы 3-й степени и медалью.